# Taglio della coda

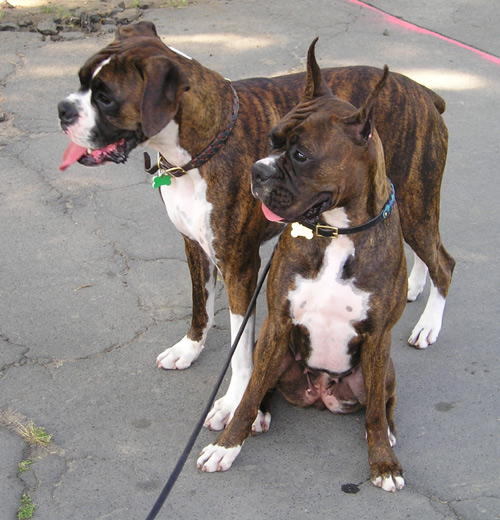
Boxer con la coda mozzata. Il cane di fronte ha le orecchie tagliate.

Il taglio della coda è la rimozione di porzioni della coda di un animale. Mentre le parole docking e bobbing sono più comunemente usate per riferirsi alla rimozione della coda, il termine cropping è usato in riferimento al taglio delle orecchie. Il taglio della coda può avvenire in due modi. Il primo comporta la costrizione dell'afflusso di sangue alla coda con una legatura di gomma per alcuni giorni fino a quando la coda non cade. Il secondo comporta la recisione della coda con forbici chirurgiche o un bisturi. La lunghezza a cui le code vengono tagliate varia a seconda della razza ed è spesso specificata nello standard di razza.
In molti paesi il taglio della coda è illegale o soggetto a restrizioni.
Alcune razze di cani hanno bobtail naturali, termine che si riferisce alla coda di un animale che, a causa di un gene mutato, diventa insolitamente corta o manca completamente. Queste sembrano simili ai cani con la coda tagliata, ma sono un fenotipo naturale distinto.

## Storia

### Scopo
Storicamente, si pensava che il taglio della coda prevenisse la rabbia, rafforzasse la schiena, aumentasse la velocità dell'animale e prevenisse le ferite durante la caccia ai ratti, i combattimenti e il baiting (uno sport sanguinario in cui un animale viene tormentato o aggredito da un altro animale, allo scopo di intrattenimento o gioco d'azzardo).
Il taglio della coda viene eseguito in tempi moderni per scopi profilattici, terapeutici, cosmetici e/o per prevenire lesioni. Per i cani che lavorano sul campo, come alcuni cani da caccia, cani da pastore o terrier, le code possono accumulare semi volanti di bardane e spighe, causando dolore e infezioni e, a causa dello scodinzolio della coda, possono essere soggette ad abrasione o altre lesioni mentre si muovono attraverso fitti cespugli o macchie. Le ossa della coda possono anche rompersi urtando oggetti o vegetali, causando lesioni spinali alla coda. L'American Veterinary Medical Association (la più grande organizzazione professionale veterinaria negli Stati Uniti), contesta queste ciò, affermando "Queste giustificazioni per il taglio della coda dei cani da lavoro mancano di un sostanziale supporto scientifico. Nel più grande studio fino ad oggi sulle lesioni della coda nei cani, l'incidenza è stata dello 0,23% ed è stato calcolato che circa 500 cani devono essere mutilati per prevenire una lesione della coda".

### Pratica moderna
Il taglio della coda dei cuccioli di età inferiore ai 10-14 giorni viene eseguito di routine sia dagli allevatori che dai veterinari senza anestesia.
Mentre le code di alcuni cani da lavoro (ossia quelli utilizzati ad esempio come cani guida, per badare al gregge e per cercare persone scomparse in un dato ambiente) vengono tagliate per prevenire lesioni o infezioni, le code dei cani più grandi comunemente usati per lavori di guardia o protezione (da non confondere con il lavoro di pattugliamento in cui un addestratore può fornire un aiuto secondario) possono essere tagliate per evitare che le loro code vengano afferrate durante una lotta. Ciò è più comune nel Rottweiler, Doberman Pinscher, Bandog, Cane Corso, Boerboel, ecc.

### Critica
Robert Wansborough ha scoperto in un articolo del 1996 che il taglio della coda mette i cani in una posizione di svantaggio in diversi modi. In primo luogo, i cani usano la coda per comunicare con altri cani (e con le persone); un cane senza coda potrebbe essere significativamente svantaggiato nel trasmettere paura, cautela, aggressività, giocosità e così via. Leaver e Reimchen, nel 2007, hanno scoperto che le code più lunghe erano più efficaci di quelle più corte nel "trasmettere diversi segnali intraspecifici, come quelli forniti dal movimento della coda".
È stato anche suggerito che alcune razze usino la coda come timone quando nuotano, e forse per l'equilibrio quando corrono; quindi i cani attivi con la coda tagliata potrebbero essere svantaggiati rispetto ai loro simili con la coda. I video che confrontano cani con e senza coda tagliata che corrono e saltano mostrano che i cani con la coda tagliata devono faticare di più per compensare la perdita della coda. Il patologo canino ed esperto di medicina sportiva Prof. Chris Zink ritiene che lo stress extra imposto alle articolazioni possa avere conseguenze sulla salute a lungo termine.
Nel 2007, Stephen Leaver, uno studente laureato presso l'Università di Victoria, ha pubblicato un articolo sul taglio della coda in cui ha scoperto che la lunghezza di essa era importante nella trasmissione di segnali sociali. Lo studio ha scoperto che i cani con la coda più corta (tagliata) erano stati avvicinati con cautela, come se il cane che si avvicinava non fosse sicuro dello stato emotivo del cane con la coda tagliata. Lo studio prosegue suggerendo che i cani con la coda tagliata potrebbero (crescendo) diventare più aggressivi. Il ragionamento postulato da Tom Reimchen, biologo UVic e supervisore dello studio, era che i cani che crescevano senza essere in grado di trasmettere in modo efficiente segnali sociali sarebbero cresciuti diventando più antisociali e quindi più aggressivi.
H. Lee Robinson sostiene che le preoccupazioni segnalate sul taglio della coda mancano di prove empiriche e sono supportate principalmente da attivisti per i diritti degli animali che non hanno esperienza con i cani da lavoro. Robinson suggerisce che tagliare la coda dei cani da lavoro a circa metà lunghezza fornisce i benefici della prevenzione delle lesioni e delle infezioni, mantenendo anche una lunghezza della coda sufficiente per essere utilizzata per la comunicazione sociale. Robinson, tuttavia, non è un veterinario o un ricercatore, ma il proprietario di American Sentinel K9, che ricava entrate dai cani a cui è stata tagliata la coda.
Il taglio della coda è stato condannato dall'American Veterinary Medical Association, dall'American Animal Hospital Association, e dalla Canadian Veterinary Medical Association. Queste organizzazioni hanno anche chiesto agli enti che si occupano degli standard di razza di rimuovere il taglio della coda da essi.

### Influenza dei club cinofili
I critici sottolineano che i club cinofili con standard di razza che non tengono conto dei cani non tagliati o non amputati esercitano pressioni sui proprietari e sugli allevatori affinché continuino la pratica. Sebbene l'American Kennel Club (AKC) affermi di non avere regole che richiedono l'amputazione o che rendono gli animali non amputati non idonei per il ring delle esposizioni, gli standard per molte razze mettono gli animali non amputati in una posizione di svantaggio per il ring delle esposizioni di conformazione. Lo standard di razza americano per i boxer, ad esempio, raccomanda che una coda non amputata sia "severamente penalizzata".
La posizione dell'AKC è che il taglio delle orecchie e della coda sono "pratiche accettabili integrali per definire e preservare il carattere della razza e/o migliorare la buona salute", anche se la pratica è attualmente osteggiata dall'American Veterinary Medical Association.

## Stato giuridico
Oggi, molti paesi vietano il taglio e l'amputazione perché considerano queste pratiche inutili, dolorose, crudeli o mutilazioni. In Europa, il taglio delle orecchie è vietato in tutti i paesi che hanno ratificato la Convenzione europea per la protezione degli animali da compagnia. Alcuni paesi che hanno ratificato la convenzione hanno fatto delle eccezioni per l'amputazione della coda.

### Regno Unito
I cani da esposizione non vengono più tagliati nel Regno Unito. Un cane amputato prima del 28 marzo 2007 in Galles e del 6 aprile 2007 in Inghilterra può continuare a essere esposto a tutte le esposizioni in Inghilterra, Galles, Scozia e Irlanda del Nord per tutta la sua vita. Un cane amputato nelle date di cui sopra o dopo, indipendentemente da dove è stato amputato, non può essere esposto alle esposizioni in Inghilterra e Galles in cui il pubblico paga una quota di ammissione. Tuttavia, laddove un cane da lavoro sia stato amputato in Inghilterra e Galles in base alle rispettive normative, può essere esposto dove il pubblico paga una quota, purché venga esposto "solo per dimostrare la sua capacità lavorativa". Sarà quindi necessario esporre i cani da lavoro in modo tale da dimostrare la loro capacità lavorativa e non la conformità a uno standard. Un cane legalmente amputato in Inghilterra, Galles, Irlanda del Nord o all'estero può essere esposto a qualsiasi esposizione in Scozia o Irlanda del Nord.

#### Inghilterra e Galles
In Inghilterra e Galles, il taglio delle orecchie è illegale e nessun cane con le orecchie tagliate può partecipare a nessun evento del Kennel Club (inclusi agility dog e altri eventi non conformazionali). Anche il taglio della coda è illegale, fatta eccezione per alcune razze da lavoro; questa esenzione si applica solo se eseguita da un veterinario registrato.
L'Animal Welfare Act del 2006 rende il taglio della coda dei cani un reato, fatta eccezione per i cani da lavoro come quelli utilizzati dalle forze di polizia, dall'esercito, dai servizi di soccorso, dal controllo dei parassiti e quelli utilizzati in relazione alla caccia legale agli animali. Nel marzo 2006 sono state presentate al Parlamento tre opzioni, con il Parlamento che ha optato per la seconda:
- Un divieto assoluto di tagliare la coda ai cani (contrario con una maggioranza di 278 a 267)
- Divieto di tagliare la coda ai cani, con un'eccezione per i cani da lavoro (sostenuto da una maggioranza di 476 a 63)
- Mantenimento dello status quo.

I condannati per mutilazione illegale sono passibili di una multa fino a £ 20.000, fino a 69 settimane di reclusione o entrambe.
Prima del divieto, il Royal College of Veterinary Surgeons (RCVS), l'organismo di regolamentazione per i veterinari nel Regno Unito, aveva dichiarato negli anni '90 di considerare il taglio della coda "una mutilazione ingiustificata e immorale a meno che non venga eseguito per motivi terapeutici o profilattici accettabili". Nel 1995, un veterinario fu portato dinanzi al consiglio disciplinare del RCVS per "condotta professionale vergognosa" per aver eseguito il taglio della coda per scopi cosmetici. Il chirurgo affermò che il taglio era stato eseguito per prevenire futuri infortuni e il caso fu archiviato per mancanza di prove contrarie. Sebbene il taglio della coda per scopi cosmetici fosse ancora considerato inaccettabile dal RCVS, non furono intraprese ulteriori azioni disciplinari contro i veterinari che avevano eseguito il taglio prima dell'attuazione del divieto.

#### Irlanda del Nord
Nell'Irlanda del Nord, la legislazione nota come Welfare of Animals Act (Irlanda del Nord) del 2011 ha reso illegale il taglio della coda, ad eccezione di alcuni cani da lavoro.

#### Scozia
In Scozia, l'amputazione di qualsiasi razza è illegale. L'Animal Health and Welfare (Scotland) Act 2006 contiene disposizioni che proibiscono la mutilazione di animali domestici. Tuttavia, il governo scozzese ha condotto una consultazione su questo tema e ha dichiarato che intende legiferare per allineare la legge in Scozia a quella in Inghilterra e Galles, il che significa che ci sarà un'esenzione per alcune razze di cani da lavoro. Ciò è dovuto all'aumento di gravi traumi spinali segnalati nei cani da campagna con la coda non amputata.

### Stato legale del taglio della coda e delle orecchie del cane per paese
Senza restrizioni
     Limitato (può essere eseguito solo da un veterinario)
     Vietato il taglio delle orecchie, permesso o limitato il taglio della coda
     Vietato per scopi cosmetici
     Vietato con poche eccezioni
| Paese                     | Stato | Data di divieto/restrizione (se applicabile) |
| ------------------------- | --- | -------------------------------------------- |
| Afghanistan               | Senza restrizioni |                                              |
| Argentina                 | Senza restrizioni |                                              |
| Australia                 | Vietato in tutti gli stati e territori. | Giugno 2004 (Est) 16 marzo 2010 (WA)         |
| Austria                   | Vietato | 1 gennaio 2005                               |
| Belgio                    | Vietato | 1 gennaio 2006                               |
| Bolivia                   | Senza restrizioni |                                              |
| Bosnia ed Erzegovina      | Limitato: consentito per "cani che traggono beneficio dalla procedura" |                                              |
| Brasile                   | Vietato per scopi cosmetici |                                              |

Situazione al 2017
Senza restrizioni
Limitato (può essere eseguito solo da un veterinario)
Vietato il taglio delle orecchie, permesso o limitato il taglio della coda
Vietato per scopi cosmetici
Vietato con poche eccezioni

| Canada                    | Il Canada non ha una legge federale che proibisca la chirurgia estetica sugli animali domestici. La Canadian Veterinary Medical Association si oppone a tutte le pratiche cosmetiche. Diverse province hanno una legislazione provinciale contro il taglio della coda, il taglio delle orecchie e la maggior parte degli interventi di chirurgia estetica: - Illegale dal 2015 nell'Isola del Principe Edoardo - Illegale a Terranova e Labrador ai sensi del Regolamento 35/12 del 2 maggio 2012. - Illegale in Nuova Scozia dall'ottobre 2018. In precedenza la pratica era vietata ai veterinari. Tre associazioni veterinarie provinciali hanno imposto ai propri veterinari il divieto di eseguire il taglio della coda, il taglio delle orecchie e la maggior parte degli interventi di chirurgia estetica: - Dal 2008 dalla New Brunswick Veterinary Medical Association (NBVMA) - Dal primo gennaio 2017 entrerà in vigore il divieto totale della chirurgia estetica da parte dell'Ordre des médecins vétérinaires du Québec (OMVQ) - L’Alberta Veterinary Medical Association ha votato per vietare queste pratiche nel febbraio 2019. |                                              |
| Cile                      | Vietato |                                              |
| Colombia                  | Vietato |                                              |
| Costa Rica                | Senza restrizioni |                                              |
| Croazia                   | Vietato |                                              |
| Cipro                     | Vietato | 1991                                         |
| Repubblica Ceca           | Vietato il taglio delle orecchie, amputazione della coda senza restrizioni |                                              |
| Danimarca                 | Vietato, con eccezioni per cinque razze di cani da caccia | 1 giugno 1996                                |
| Egitto                    | Senza restrizioni |                                              |
| Inghilterra               | Il taglio delle orecchie è vietato dal 1899. Il taglio della coda è vietato dal 2007 e può essere effettuato solo da un veterinario su alcune razze di cani da lavoro. | 2006                                         |
| Estonia                   | Vietato | 2001                                         |
| Finlandia                 | Vietato | 1 luglio 1996                                |
| Francia                   | Il taglio della coda è illimitato (la Francia ha rinunciato alla regola relativa al taglio quando ha ratificato la Convenzione europea per la protezione degli animali da compagnia) Qualsiasi altro intervento chirurgico a fini estetici (come il taglio delle orecchie) è vietato dal 2009 |                                              |
| Germania                  | Vietato, con eccezioni per i cani da caccia. | 1 maggio 1998                                |
| Grecia                    | Vietato | 1991                                         |
| Ungheria                  | Il taglio delle orecchie è vietato, il taglio della coda è consentito fino a quando il cucciolo non ha 7 giorni di età. | 2012                                         |
| Islanda                   | Vietato | 2001                                         |
| India                     | Senza restrizioni, dalla sentenza dell'Alta Corte di Madras (WP n. 1750/2012) |                                              |
| Indonesia                 | Senza restrizioni |                                              |
| Iran                      | Senza restrizioni: il taglio della coda e delle orecchie è ancora insegnato nelle facoltà veterinarie in Iran |                                              |
| Irlanda                   | Vietato | 7 marzo 2014                                 |
| Israele                   | Vietato per scopi cosmetici. | 2000                                         |
| Italia                    | Vietato |                                              |
| Giappone                  | Senza restrizioni |                                              |
| Kuwait                    | Senza restrizioni |                                              |
| Lettonia                  | Vietato |                                              |
| Libano                    | Senza restrizioni |                                              |
| Lituania                  | Vietato |                                              |
| Lussemburgo               | Vietato | 1991                                         |
| Malaysia                  | Senza restrizioni |                                              |
| Marocco                   | Senza restrizioni: il Marocco non ha leggi sulla protezione degli animali |                                              |
| Mauritius                 | Senza restrizioni |                                              |
| Messico                   | Senza restrizioni |                                              |
| Nepal                     | Senza restrizioni |                                              |
| Paesi Bassi               | Vietato | 1 settembre 2001                             |
| Nuova Zelanda             | È vietato tagliare le orecchie e amputare gli animali. | 1 ottobre 2018                               |
| Irlanda del Nord          | Il taglio delle orecchie è illegale. Il taglio della coda è vietato dal 2013, può essere eseguito solo da un veterinario su alcune razze di cani da lavoro. |                                              |
| Norvegia                  | Vietato | 1987                                         |
| Perù                      | Senza restrizioni |                                              |
| Filippine                 | Senza restrizioni |                                              |
| Portogallo                | È vietato tagliare le orecchie. È consentito tagliare la coda, a patto che venga eseguito da un veterinario. | 2001                                         |
| Polonia                   | Vietato | 1997                                         |
| Russia                    | Limitato |                                              |
| Scozia                    | Vietato | 2006                                         |
| Serbia                    | Vietato il taglio delle orecchie, vietato il taglio della coda per scopi estetici ma consentito per scopi medici e per alcune razze da lavoro. | 2011                                         |
| Slovacchia                | Vietato | 1 gennaio 2003                               |
| Slovenia                  | Vietato | Aprile 2007                                  |
| Sudafrica                 | Il Consiglio veterinario sudafricano ha vietato ai veterinari di eseguire questa procedura (se non per scopi medici). È vietato anche il taglio delle orecchie. | 1 giugno 2008                                |
| Spagna                    | Vietato in alcune autonomie |                                              |
| Sri Lanka                 | Senza restrizioni |                                              |
| Svezia                    | Vietato | 1989                                         |
| Svizzera                  | Vietato | 1 luglio 1981 (orecchie) 1988 (code)         |
| Taiwan                    | Senza restrizioni |                                              |
| Thailandia                | Senza restrizioni |                                              |
| Tunisia                   | Senza restrizioni |                                              |
| Turchia                   | Vietato | 24 giugno 2004                               |
| Stati Uniti               | Senza restrizioni. Alcuni Stati, tra cui New York e il Vermont, hanno preso in considerazione progetti di legge per rendere illegale la pratica. |                                              |
| Isole Vergini Britanniche | Vietato | 2005                                         |
| Galles                    | Limitato: può essere effettuato solo da un veterinario su alcune razze di cani da lavoro. | 2006                                         |